# Ghiror
Ghiror är en ort i Indien.   Den ligger i distriktet Mainpuri och delstaten Uttar Pradesh, i den centrala delen av landet, 220 km sydost om huvudstaden New Delhi. Ghiror ligger 162 meter över havet och antalet invånare är 14 011.
Terrängen runt Ghiror är mycket platt. Runt Ghiror är det tätbefolkat, med 636 invånare per kvadratkilometer. Närmaste större samhälle är Sirsāganj, 18,0 km sydväst om Ghiror. Trakten runt Ghiror består till största delen av jordbruksmark.